# Rossio (métro de Lisbonne)
Rossio est une station du métro de Lisbonne sur la ligne verte.